# Symplocos guadeloupensis
Symplocos guadeloupensis är en tvåhjärtbladig växtart som beskrevs av Carl Karl Wilhelm Leopold Krug och Urban. Symplocos guadeloupensis ingår i släktet Symplocos och familjen Symplocaceae. Inga underarter finns listade i Catalogue of Life.